# كين ايتو
كين ايتو (باليابانية: 伊東乾؛ بالكانا: いとう けん) هو ملحن ياباني، ولد في 27 يناير 1965 في طوكيو في اليابان.